# Гримайлівська селищна територіальна громада
Гримайлівська селищна громада — територіальна громада в Чортківському районі Тернопільської області України. Адміністративний центр —  селище Гримайлів.
Площа громади — 339,9 км², населення — 9647 осіб (2020).
Утворена 2 вересня 2016 року шляхом об'єднання Гримайлівської селищної ради та Лежанівської сільської ради Гусятинського району.
19 липня 2020 року, в результаті адміністративно-територіальної реформи та ліквідації Гусятинського району, увійшла до складу новоутвореного Чортківського району.
На території громади функціонують:
- школи – 4
- дитячий садочок – 1
- амбулаторія – 1
- ФАП – 4 ст
- станція швидкої допомоги – 1[4].

## Населені пункти
У складі громада 1 селище (Гримайлів) і 24 сіл:
- Білинівка
- Буцики
- Вікно
- Волиця
- Глібів
- Зелене
- Калагарівка
- Козина
- Кокошинці
- Красне
- Крутилів
- Кут
- Лежанівка
- Мала Лука
- Малі Бірки
- Монастириха
- Новосілка
- Оленівка
- Паївка
- Пізнанка
- Раштівці
- Саджівки
- Ставки
- Товсте